# Begraafplaats van Marcinelle
De Begraafplaats van Marcinelle is een gemeentelijke begraafplaats in de Belgische gemeente Marcinelle, een deelgemeente van Charleroi. De begraafplaats ligt vlak naast de site van Bois du Cazier aan de Rue des Sarts op 2,5 km ten zuiden van het centrum (Grand'Place). Ze heeft een onregelmatig grondplan en wordt omgeven door een bakstenen muur. De toegang bestaat uit een monumentaal poortgebouw bestaande uit een centrale boogvormige doorgang geflankeerd door twee kleinere doorgangen afgesloten door metalen hekken.
Direct na de toegang staat een gedenkteken voor de gemeentenaren die omkwamen in de Eerste of Tweede Wereldoorlog. Daarrond ligt een perk met graven van Belgische gesneuvelden en oud-strijders uit deze oorlogen. Een ander monument herdenkt de Franse en Belgische slachtoffers die omkwamen in de strijd tegen het nazisme in Rava Ruska (voormalige Sovjet-Unie, nu Oekraïne) tijdens de Tweede Wereldoorlog. Er staat ook een monument voor de gemeentenaren die in gevangenkampen omkwamen tijdens deze oorlog.

## Belangrijke personen
- Lucien Harmegnies: voormalig burgemeester van Marcinelle.
- Jules Destrée: Belgisch politicus en doctor in de rechten.
- Paul Pastur: Belgisch volksvertegenwoordiger en socialistisch voorman.
- Georges Lemaitre: grondlegger van het uitdeinende heelal, de oerknal

## Franse oorlogsgraven

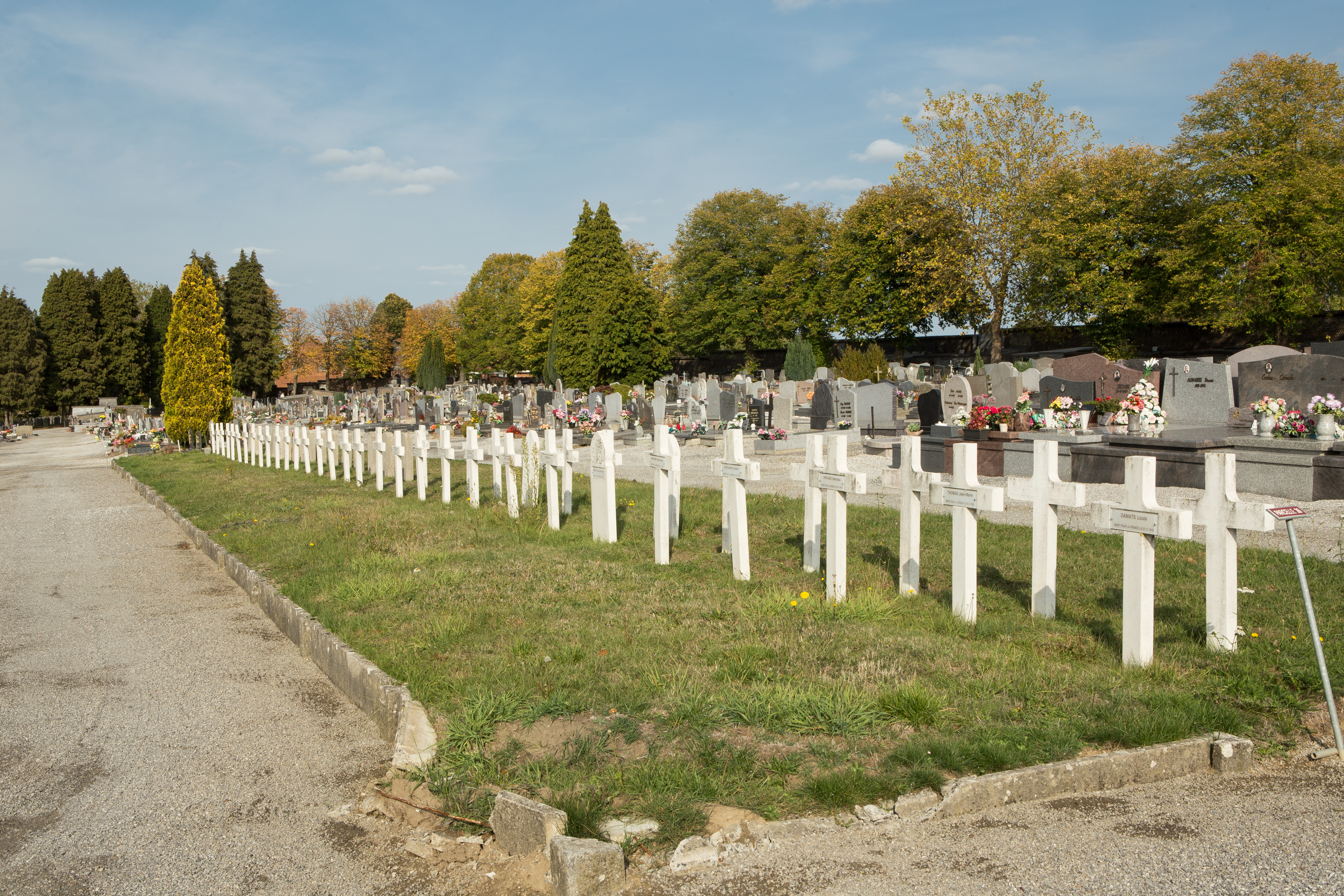
Perk met Franse militaire graven

Centraal op de begraafplaats ligt een perk met meer dan 60 Franse gesneuvelde militairen uit de beide wereldoorlogen.

## Britse oorlogsgraven
Centraal op de begraafplaats ligt een perk met 59 Britse, 328 Duitse en 3 Franse gesneuvelden uit de Eerste Wereldoorlog. Dit perk werd na de wapenstilstand ontworpen door William Cowlishaw. Het Cross of Sacrifice staat aan de toegang tot dit perk.
Bij de Britse gesneuvelden zijn er 10 niet geïdentificeerde. Bij de Duitse gesneuvelden zijn er 98 niet geïdentificeerde maar 44 slachtoffers worden herdacht met een speciale gedenksteen omdat zij vermoedelijk onder een naamloos graf liggen.
Onder de geïdentificeerde Britse graven zijn er 34 Britten, 14 Australiërs en 1 Canadees. Een Britse gesneuvelde wordt met een Special Memorial herdacht omdat zijn graf niet meer gelokaliseerd kon worden.
De graven worden onderhouden door de Commonwealth War Graves Commission en staan er geregistreerd onder Marcinelle New Communal Cemetery.

### Onderscheiden militairen
- Edward George Elliot, sergeant bij de Royal Engineers werd onderscheiden met de Meritorious Service Medal (MSM).
- Michael Timothy Danaher, onderluitenant bij de Australian Infantry, A.I.F.; George Robert Leslie Lapworth, compagnie sergeant-majoor bij de Royal Engineers en E. Russell, sergeant bij de Royal Garrison Artillery werden onderscheiden met de Military Medal (MM). Laatstgenoemde ontving ook het Franse Croix de guerre.

### Alias
- kanonnier Arthur Theodore Phyffers diende onder het alias Arthur Theodore Cotter bij de Australian Field Artillery.